# 香辣意面
《香蒜辣椒義大利麵》（日语：ペペロンチーノ）是一部由NHK仙台放送局拍摄制作的宫城县地方剧，该剧已预订于2021年3月6日在NHK BS Premium和NHK BS4K同步首播。电视剧由一色伸幸担任编剧，以宫城县牡鹿半岛一家临海義大利餐厅主厨为主角，讲述了东日本大震灾10年后当地的经济复苏及幸存者们的内心重建群像戏。电视剧采用4K解析度拍摄，主要于2020年冬在宫城县牡鹿郡的女川町及石卷市的牡鹿半岛为主要取景地。本电视剧同时也是NHK东日本大震灾项目的一部分。

## 角色名单
| 角色名     | 饰演者     | 角色简介                                       |
| ---------- | ---------- | ---------------------------------------------- |
| 小野寺洁   | 草彅刚     | 主角。宫城县牡鹿半岛一家临海意大利餐厅的主厨。 |
| 佐佐木春文 | 国村隼     | 整形外科医师。从东京来宫城县做援建工作。       |
| 小野寺灯里 | 吉田羊     | 小野寺洁的妻子。                               |
| 阿部顺子   | 矢田亚希子 | 美容师。                                       |
| 高桥油菜   | 富田望生   | 高桥友作的妻子。                               |
| 高桥友作   | 一色洋平   | 渔夫。目前正在养殖银鲑鱼。                     |
| 庄司结衣香 | 齐藤梦爱   | 仙台地区网络杂志的编辑。                       |
| 阿部苍     | 苍波纯     | 阿部顺子的女儿。                               |